# Рок против расизма
Rock Against Racism (RAR, Рок против расизма) — широкая кампания, организованная в Великобритании в 1976 году группой музыкантов (в частности, Редом Сондерсом и Роджером Хаддлом) и призванная послужить ответом нараставшему в тот момент влиянию националистических групп, прежде всего, неонацистского Британского национального фронта. Активное участие в движении приняли поп-, рок- и реггей-музыканты, которые сочли своим долгом ответить таким образом на расистские заявления некоторых своих коллег, в частности, Эрика Клэптона.

## История
Толчком к образованию RAR послужил инцидент на концерте Эрика Клэптона в Бирмингеме 5 августа 1976 года, когда тот, пребывая в нетрезвом состоянии, крикнул со сцены, чтобы «иностранцы и чёрные» убирались из зала, потому что их стало «слишком много в Британии». Тогда же музыкант призвал своих фанатов голосовать за Эноха Пауэлла, в прошлом — крайне правого министра кабинета тори, скандально известного своей антимигрантской речью о «реках крови» и приверженностью политике ограничения въезда иммигрантов в страну и несколько раз прокричал слоган Национального фронта: «Сохраним Британию белой» (Keep Britain White). Возмущение музыкантов, придерживавшихся левых взглядов, вызвало также поведение Дэвида Боуи, чьи националистические взгляды в тот момент не вызывали сомнений. В нескольких интервью (в частности, Playboy Magazine), он заявлял о своих симпатиях к Гитлеру, которого называл «рок-звездой», а также о том, что Британия нуждается в фашистском лидере.
Роджер Хаддл, Ред Сондерс и двое участников Kartoon Klowns направили в NME письмо с осуждением высказываний Клэптона, тем более, с их точки зрения отвратительных, что «первый хит ему обеспечил кавер Боба Марли I Shot the Sheriff». «Давай, Эрик, признавайся: половина нашей музыки — чёрная. Кто застрелил Шерифа, Эрик? Уж точно, чёрт побери, не ты», — писали авторы. Письмо содержало в себе призыв к читателям — помочь организации движения, которое называлось бы «Рок против расизма». Редакция получила сотни писем в ответ.
Клэптон не принёс извинений; более того, уже в последние годы он заявлял, что остаётся верен своим прежним взглядам и всегда поддерживал Э. Пауэлла. Боуи, напротив, вскоре заявил, что отказывается от своих слов; он утверждал, что был в те дни слишком увлечён оккультизмом, Ницше и Обществом Туле, а кроме того, постоянно находился под воздействием наркотиков. «Я сделал два-три поверхностных, театральных заявления о британском обществе; единственное, что могу теперь противопоставить им — это заявление о том, что НЕ являюсь фашистом», — говорил он уже в 1977 году.
Два первых больших мероприятия, организованные под эгидой RAR Антинацистской лигой (в которой ведущую роль играли активисты троцкистской Социалистической рабочей партии и левых профсоюзов) состоялись весной и осенью 1978 года. В ходе первого из них 100 тысяч человек прошли шесть миль от Трафальгарской площади к Ист-энду, где провели открытый концерт (при участии Anti-Nazi League), призванный выразить протест против нараставшей в тот момент в Британии волны насилия по расовым мотивам. В концерте приняли участие такие известные группы, как The Clash (их выступление было заснято и эти кадры вошли в фильм «Rude Boy»), Buzzcocks, Steel Pulse, X-Ray Spex, The Ruts, Sham 69, Generation X и Tom Robinson Band.